# Gilabert de Tolosa
Gilabert de Tolosa, també conegut com a Mestre Gilabert, va ser un escultor francès del període romànic, que va elaborar la seva obra al llarg del segle xii. Fou un dels màxims representants de l'Escola de Tolosa, integrada a l'Escola del Llenguadoc. És considerat un dels precursors de l'escultura gòtica.
Es desconeixen dades concretes de la biografia de l'escultor. Va ser un mestre que regentava un taller a la ciutat occitana de la qual pren el nom, Tolosa, que en certs períodes va ser itinerant desplaçant-se a Catalunya per realitzar les seves obres i, com a característica, va ser el primer escultor a signar les seves obres, pràctica inèdita fins al moment.

## Obra
La seva particular escultura és diferent a la dels cànons tradicionals establerts de l'època, fugint de representacions planes i inexpressives i conferint a les seves obres relleu, trets i expressions marcadament humans, i moviment en conjunt, treballant minuciosament els plecs de les vestidures, els cabells i les mans. Aquestes característiques el situen al costat del Mestre de Cabestany, Gislebertus d'Autun o d'Antelami de Parma, i a ser considerat «Un dels escultors més importants de l'Edat Mitjana» segons l'historiador i expert en art Rolf Legler.

### Obres a Tolosa
En aquesta ciutat és on es conserva la major part de la seva obra, principalment al Museu dels Agustins, instal·lat al Convent dels Agustins, on en els anys 1830 es va recompondre el portal de l'antiga sala capitular de la Catedral de Sant Esteve de Tolosa, obra de Gilabertus.
El museu conté una important mostra de capitells, destacant el de La mort de Joan Baptista elaborat el 1120, així com vuit baixos relleus que representen els apòstols. També hi ha un baix relleu de Sant Andreu i Sant Tomàs, que portava inscrita la signatura del mestre, en llatí, actualment desapareguda:

### Obres a Catalunya
La Mare de Déu del Claustre de la catedral de Santa Maria de Solsona, esculpida en l'últim terç del segle xii, representa el contrapunt entre l'escultura tradicional del Llenguadoc i la relacionada amb les escoles italianes, marcant noves tendències escultòriques i donant pas a la imminent transició al gòtic.
S'observa en l'escultura de pedra calcària enfosquida, d'uns 105 cm d'alçada representant a la Verge coronada amb el nen a la falda, un delicat treball destacant l'expressió del rostre, els plecs de la roba que li atorguen gran dinamisme i una elaborada ornamentació.
Al claustre d'aquesta catedral el mestre va deixar altres obres importants com dues columnes, una amb figures humanes en relleu i una altra representant la figura d'un bisbe, o un fris en el qual s'observa una baralla de caça.